# Калганов, Михаил (гребец)
Михаил Калганов (род. 24 октября 1974, Ташкент, Узбекская ССР) — израильский спортсмен, специализирующийся в гребле на байдарках. Неоднократный чемпион мира и Европы, обладатель Кубка мира 2001 года, бронзовый призёр Олимпийских игр 2000 года на дистанции 500 метров (байдарка-одиночка). Знаменосец израильской делегации на Олимпиаде 2008 года в Пекине.

## Биография
Михаил Калганов родился  в 1974 году в Ташкенте. Греблей начал заниматься в 13 лет. Его старший брат Андрей к этому моменту уже был чемпионом СССР среди юношей и членом сборной Советского Союза по гребле. Позже Михаил окончил Ташкентский университет по специальности «физическая культура».
В 1995 году Михаил репатриировался в Израиль. Некоторое время прожив в Хайфе, уже в 1996 году Калганов перебрался в кибуц Дгания-Бет рядом с озером Киннерет, где у него было больше возможностей для тренировок. С 1995 года тренировался у Даниила Мирошенского.
В конце 1990-х годов в карьере Калганова началась череда успехов. В 1998 году он выиграл чемпионат мира на байдарке-одиночке на неолимпийской дистанции 200 метров, а на 500-метровой дистанции финишировал вторым. На следующий год он стал чемпионом мира и чемпионом Европы на 200-метровой дистанции, а на 500 и 1000 метрах завоевал бронзовые медали чемпионата Европы.
На следующий год на чемпионате Европы Калганов выступал на двух олимпийских дистанциях и вернулся домой с золотой и серебряной медалями. На Олимпиаде в Сиднее он сначала финишировал четвёртым на тысячеметровой дистанции, а затем завоевал единственную для Израиля медаль на этих Играх — «бронзу» на короткой воде.
В 2001 году Калганов закончил чемпионат Европы на дистанции 500 метров на втором месте, а на Кубке мира первенствовал на этой же дистанции (на одном из этапов победив на всех трёх дистанциях от 200 до 1000 метров). Эти успехи стали для него последними на долгое время. Он сумел пробиться на Олимпиаду в Афинах на дистанции 500 метров, но там не вышел в финал.
В 2006 году Калганов перешёл с байдарки-одиночки на двойку и в этом же году завоевал с Бараком Луфаном «бронзу» на дистанции 200 метров на чемпионате Европы. В следующем году они финишировали четвёртыми. В 2008 году, чтобы попасть на Олимпиаду, Калганов должен был сначала преодолеть противодействие национальной ассоциации, руководство которой не желало даже отправлять его на чемпионат Европы, бывший последним квалификационным турниром перед. В итоге благодаря вмешательству министра спорта Калганов принял участие в чемпионате Европы, где пробился в финал на дистанции 500 метров на байдарке-одиночке. На Олимпиаде в Пекине Михаил был избран знаменосцем израильской делегации как один из медалистов прежних Игр. На самих соревнованиях Калганов выиграл отборочный заезд на дистанции 500 метров и был близок к тому, чтобы пробиться в финал, показав в итоге четвёртый результат в своём полуфинале и одиннадцатый в общей сложности.
После Олимпиады 2008 года Калганов завершил активную спортивную карьеру как гребец на байдарках. Он продолжает работать как тренер в клубе «Хапоэль» (Тверия), а также занимается развивающимся в Израиле новым видом спорта — морским каяком, или сёрфскиингом (англ. Surf Ski).